# 砺波東バイパス
砺波東バイパス（となみひがしバイパス）は、富山県砺波市内を東西に横断する国道359号バイパス（延長約6km）である。
国土交通省による直轄権限代行事業として整備が進められ、全線開通済である。砺波市芹谷 - 同市頼成が完成2車線で、砺波市頼成 - 同市高道が暫定2車線でそれぞれ供用されている。

## 概要

### 道路諸元
- 起点 : 富山県砺波市栴檀野芹谷
- 終点 : 富山県砺波市高道（高道南交差点）
- 延長 : L=6.1km
- 規格 : 第3種2級
- 標準道路幅員 : （砺波市芹谷 - 同市頼成）W=18.0m、（砺波市頼成 - 同市高道）W=25.0m
- 車線数 : （砺波市芹谷 - 同市頼成）3車線、（砺波市頼成 - 同市高道）4車線
- 車線幅員 : （本線）W=3.25m、（ゆずり車線）W=3.0m
- 設計速度 : V=60km/h

### 概説
国道359号は富山県富山市より同県砺波市と小矢部市を経て、北陸地方の中心都市である石川県金沢市に至る道路である。概ね平野部を通る国道8号に比べると比較的山岳道路となってはいるが、いずれも広域幹線道路として北陸自動車道を補完する役割を果たしている。この中でも富山県西部に位置する砺波市においては国道359号が市内を東西に貫き、南北軸である国道156号と一体的に市内の物流の基盤を形成して観光・産業・住民生活をインフラ面から支えており、それ故に乗用車・貨物自動車を問わず往来が激しくなっている。
これに対し、国道現道が市中心部を通過している関係で歩道も無い狭隘区間や線形不良区間が続き、とりわけ冬季においては狭い車道（W=2.75m）や路肩（W=0.95m）の堆雪機能が充分ではなく、すれ違い時等の安全面が脅かされている現状がある。また災害時の脆弱性を指摘する声もあり、緊急輸送路としての機能確保は喫緊の課題となっている。砺波東バイパスは国道359号の安全性や防災性の強化を図る事でこれら諸問題を解決し、また併せて老朽化が著しい1938年架橋の太田橋架け替えを実施する事を目的に計画されたものである。
事業化に先立ち、1992年度に都市計画が決定された。その後1997年度に国土交通省の権限代行直轄事業として採択され、用地取得に着手。翌98年度には工事に着手し、この区間は大規模構造物が無かった事もあって2年後の2000年7月には終点側となる砺波市矢木から北陸自動車道と交差して砺波市高道に至る1.1km区間が暫定2車線で開通した。その後も2004年3月に砺波市久泉から砺波市矢木までの1.2km区間が開通し、富山市方面からバイパス沿線にある市内有数の観光名所・砺波チューリップ公園へのアクセスが改善されている。
2010年3月に庄川を跨ぐとなみ野大橋（L=409m）を含めた砺波市頼成から砺波市久泉まで2.2kmが開通し、これにより全体6.1kmのうち4.5kmが暫定対面通行ながら供用。なお、"となみ野大橋"の名称は地元住民からの公募により決定したもので、また橋上の照明灯は市のシンボルであるチューリップを模したデザインとなっている。
残る起点側1.6km区間については、般若地区において埋蔵文化財の調査が必要となった事もあり永らく進展が見られなかったが、その後2014年8月より伊加流伎大橋（L=420m）に着工した。この区間は2019年12月7日に開通し、今後は富山市と金沢市を結ぶ国道のダブルネットワークがより強化されるものと期待される。

## 沿革
- 1992年度 : 都市計画決定
- 1997年度 : 事業化
- 1997年度 : 用地買収に着手
- 1998年 : 工事に着手
- 2000年7月 : 砺波市矢木-同市高道間（L=1.1km）暫定2車線で供用開始
- 2004年3月26日 : 砺波市久泉-同市矢木間（L=1.2km）暫定2車線で供用開始[2]
- 2010年3月27日 : 砺波市頼成-同市久泉間（L=2.1km）暫定2車線で供用開始[3]
- 2019年12月7日 : 砺波市芹谷-同市頼成間（L=1.6km）完成2車線で供用開始し[6]、全線開通[6]

## 主な接続道路
- 富山県道11号新湊庄川線
- 富山県道40号高岡庄川線
- 砺波中部広域農道